# Skärblacka IF
Skärblacka IF (även kallad Blacka), är en idrottsförening i Skärblacka bildad 1910. 
Föreningen håller till på Skärblacka IP.
Föreningen består av två sektioner - fotboll och ishockey. I dagsläget (2024) bedrivs ingen hockey utan endast skridskoskola för små barn.
Fotbollen lever dock vidare och har även startat grupper för barngymnastik.
Skärblacka IF´s ishall heter Globalhallen. I taket hänger tröja nummer 88, det var tröjan Mats "Masken" Jonsson hade under sina 17 år i klubben mellan åren 1988 och 2007.
Fotbollslaget har spelat i Sveriges näst högsta division.
Idag spelar fotbollens representationslag i div.5 respektive div.4. Det bedrivs även ungdomsfotboll samt gåfotboll.
På Skärblacka IP finns det en fullstor konsträsplan, en konstgräsplan för 5 & 3-mannafotboll, en 11-mannagräs och en 7-mannagräs. 
Skärblacka IF arrenderar även Kullerstad IP där det finns en 11-mannaplan, en 9-mannaplan samt en 5-mannaplan. 